# 捨て身のならず者
『捨て身のならず者』（すてみのならずもの）は、1970年5月1日に公開された日本映画。監督：降旗康男、主演：高倉健、配給：東映。カラー、97分。高倉演じる妻を殺された男が、復讐を遂げるまでを描いた作品。

## ストーリー
東京。トップ屋の矢島は三流週刊誌で暴力団・大和会の告発記事を連載していたが、編集部が圧力を受けたため、組織壊滅の切り札となる最終記事の掲載が取りやめとなる。さらに、記事執筆の重要な情報源であった組員の宮崎が待ち合わせ先のホテルで何者かに殺害される。宮崎の死体を発見した矢島はホテルの従業員に犯人と間違われてそのまま逮捕され、冤罪をそそぐ機会のないまま5年間服役する。その間、矢島の妻・佳代が交通事故で死亡。矢島は大和会による報復であることをさとる。服役3年目に矢島は、大和会組長・大和田が死んだことを囚人たちの噂話で耳にする。その真相は警視庁渋谷署のマル暴刑事・関根との結託による、捜査逃れのための偽装だったが、矢島には知るよしもなかった。一時は復讐を決意したものの、心の置きどころがなくなった矢島は、出所後酒びたりの生活を送る。
その頃、ある開発事業に失敗した大和会幹部の唐沢たちは、大和田による死の制裁から逃れるため、長崎に住む大和田の隠し子・真佐子の誘拐を計画する。折しも真佐子は、大和田と交わした待ち合わせの約束のため、東京に出てきていた。矢島は、たまたま唐沢の手下に追われていた真佐子をかくまう。真佐子の身の上話を聞いた矢島は、その父親が死んだはずの大和田ではないかと察知し、ともに待ち合わせ場所へ向かうが、矢島の姿を遠目に認めた大和田は、姿を見せずに立ち去った。父との再会をあきらめ切れない真佐子は、そのまま矢島宅に住み着き、好意を寄せるようになるが、あるとき矢島は真佐子に、大和田が実は暴力団組長であり、自分の妻の仇であることを率直に明かす。真佐子は衝撃を受けて泣き崩れるが、やがて事実を受け入れる。
矢島は、佳代の兄で新聞記者の野沢とともに情報をたどり、静岡の寺院で大和田の土葬墓を発見し、掘り返す。棺桶の中身は砂袋であった。矢島は大和田の生存を確信する。一方唐沢らは、矢島宅に真佐子がいることを突き止め、押し入って誘拐し、電話で大和田を呼び出す。身代金だけでなく、大和田を本当に殺害して権力を奪うことを狙ったのだった。大和田は狙いを承知で呼び出しに応じ、これまでのすべての罪を押し付けるため、子飼いの刑事・関根とともにアジトへ向かう。関根は大和田の偽装死だけでなく矢島の冤罪にも大きく関わっており、見返りに本庁の捜査三課長に出世していた。
矢島も唐沢の手下に狙われ、アジトでコンクリート詰めにされかけるが、なんとか切り抜け、彼らから拳銃を奪う。唐沢らに銃を突きつけられる中で大和田と再会した真佐子は「あなたが愛しているのは私でなく自分だけよ。保身のために無実の矢島さんを刑務所に送り、奥さんまで殺した」となじるが、大和田は「それは誤解だ。矢島なんて知らない」とうそぶきつつ、ひそかに隠れさせていた側近たちに唐沢らを撃たせ、全滅させる。そこへ現れた矢島が「それがあんたの本当の姿だ」と叫び、大和田と関根に拳銃を放って復讐を遂げる。真佐子は黙って矢島が連行されるのを見送った。

## 出演者
- 矢島：高倉健
- 真佐子：浜美枝（東宝）
- 大和田健一郎（大和会組長）：水島道太郎
- 板倉（大和会幹部）：今井健二
- 唐沢（大和会幹部）：山本麟一
- 太田（週刊誌編集長）：小松方正
- 江藤（大和会幹部）：諸角啓二郎
- 「オカマっぽい屋台客」：山城新伍
- シャブシャブの三公：由利徹
- 関根健二郎（警視庁刑事）：室田日出男
- 水野（大和会幹部）：戸上城太郎
- 矢島佳代：岩本多代
- 屋台のおかみ：武智豊子
- 米川（大和会幹部）：高品格
- 松田（大和会幹部）：富田仲次郎

- 笠井医師：福山象三
- 囚人：関山耕司
- ボディガードA：藤山浩二
- 囚人：佐藤晟也
- 藤田：小林稔侍
- 関：相馬剛三
- 渋谷署の刑事B：植田灯孝
- 藤井（新聞社編集局長）：河合絃司
- 寺男：長谷川弘
- 宮崎（ホテルの死体）：久保一
- 手下：木川哲也
- 囚人：須賀良
- ボディガードB：団巌
- 記者B：菅原壮男
- 手下：亀山達也
- 拘置所の看守：高野隆志
- 留置所の看守：山田甲一
- 記者A：高須準之助
- 子分：花田達
- 渋谷署の刑事A：岡野耕作
- 大村（大和会組員）：土山登士幸
- 記者C：中島信義
- ：山浦栄
- 子分：城春樹
- ：青木卓司
- 吉田一夫
- ：山口健
- 刑務所長：守山竜二
- 手下：畑中猛重
- 手下：清水照夫
- 女事務員：竹村清女
- マリ子（週刊誌編集部員）：小林千枝
- 宿の女中：谷本小代子
- ノンクレジット
  - 囚人：沢田浩二、比良元高
  - 刑務官：佐川二郎
  - チンピラ：高月忠
  - カメラマン：泉福之助

- 野沢：宍戸錠（日活）

## スタッフ
- 監督：降旗康男
- 企画：俊藤浩滋、矢部恒
- 脚本：石松愛弘、沢井信一郎
- 撮影：飯村雅彦
- 録音：井上賢三
- 照明：梅谷茂
- 美術：江野慎一
- 音楽：八木正生
- 編集：田中修
- 助監督：沢井信治
- 擬斗：日尾孝司
- 進行主任：伊藤源郎
- 装置：根上徳一
- 装飾：武井正二
- 記録：勝原繁子
- 現像：東映化学